# Louise de Hem
Louise de Hem (Ieper, Bèlgica, 10 de desembre de 1866 – Brussel·les, 22 de novembre de 1922) fou una pintora belga.
El seu talent va ser descobert per Théodore Ceriez (1831–1904), un pintor amb qui s'havia casat la seva germana Hélène. Com que les dones encara no eren admeses a les acadèmies, ell la va formar i ja el 1885 la seva pintura De Oesters (Les ostres) es va exposar en un saló a Spa. Jules Breton va veure la seva obra i la va animar a anar a París per continuar la seva formació.

## Carrera professional
De 1887 a 1891, de Hem va viure sobretot a París, on va tenir Alfred Stevens entre els seus professors. A l'Acadèmia privada Julian va pintar models vius i, de vegades, nus (cosa que en aquella època a Bèlgica encara era prohibida per a les dones). El 1891 va tornar a Ieper i va compartir estudi amb Ceriez. Aviat va rebre encàrrecs per a retrats i també va crear natures mortes. A París, va exposar amb freqüència al Salon de la Societé des Artistes Français.
De Hem va exhibir la seva obra al Museum of Science and Industry i al Pavelló de la Dona, a l'Exposició Universal Colombina de 1893 a Chicago, Illinois. El 1900, va ser l'única pintora belga que va exposar a la Woman's Exhibition de Londres i el 1902 es va convertir en membre del Women's International Art Club. El 1904 va guanyar una medalla d’or a París pel seu quadre De Japanse Pop / The Japanese Doll (La nina japonesa).
Després de la mort de Ceriez, el 1904, de Hem es va traslladar amb la seva mare i la seva germana a Vorst, a prop de Brussel·les, on vivien en una casa modernista dissenyada per Ernest Blerot. El 2 de maig de 1908 es va casar amb Frédéric Lebbe, un enginyer. Va exposar per última vegada el 1915 i ja no va reprendre la pintura després de la Primera Guerra Mundial. El 1922, Louise de Hem va morir als 56 anys. Hélène moriria cinc anys després després de donar 49 obres de la seva germana a la ciutat de Ieper.

## Galeria

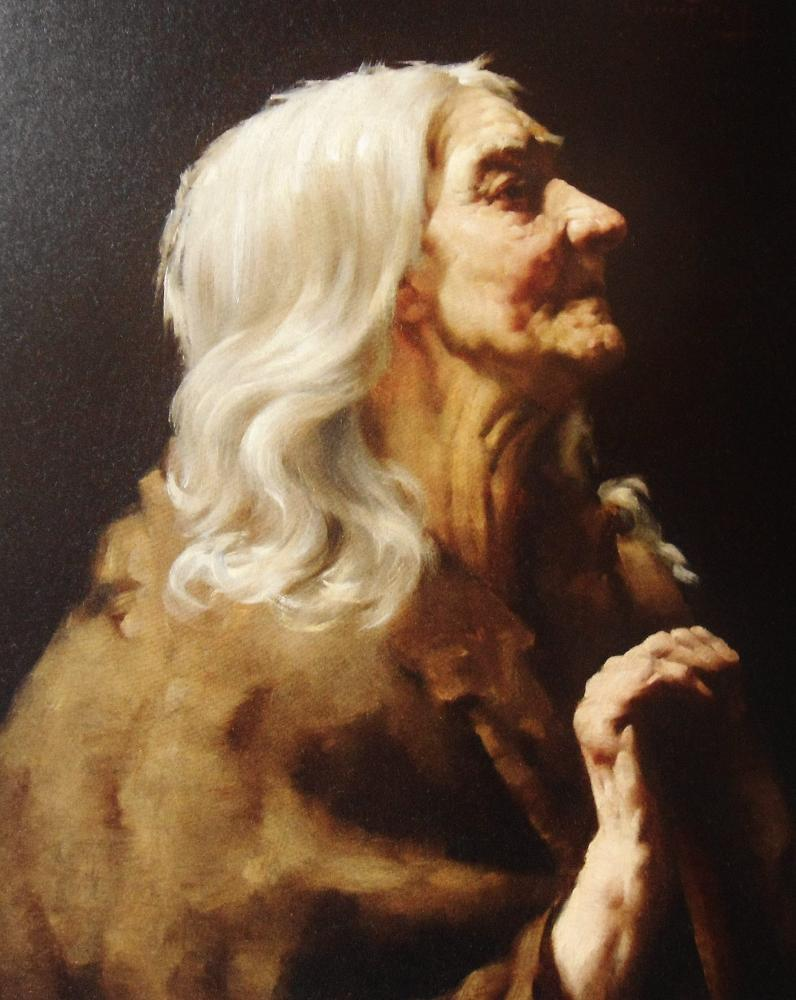
Una Dona Vella (1888)
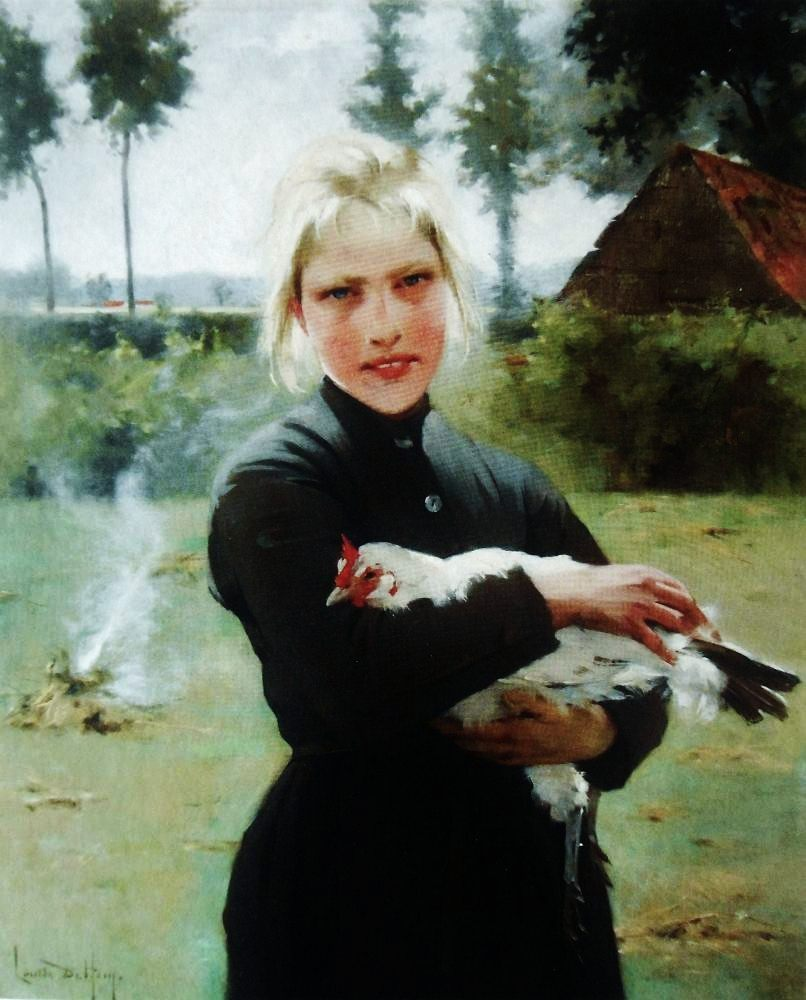
El Pollastre Perdut (1891)
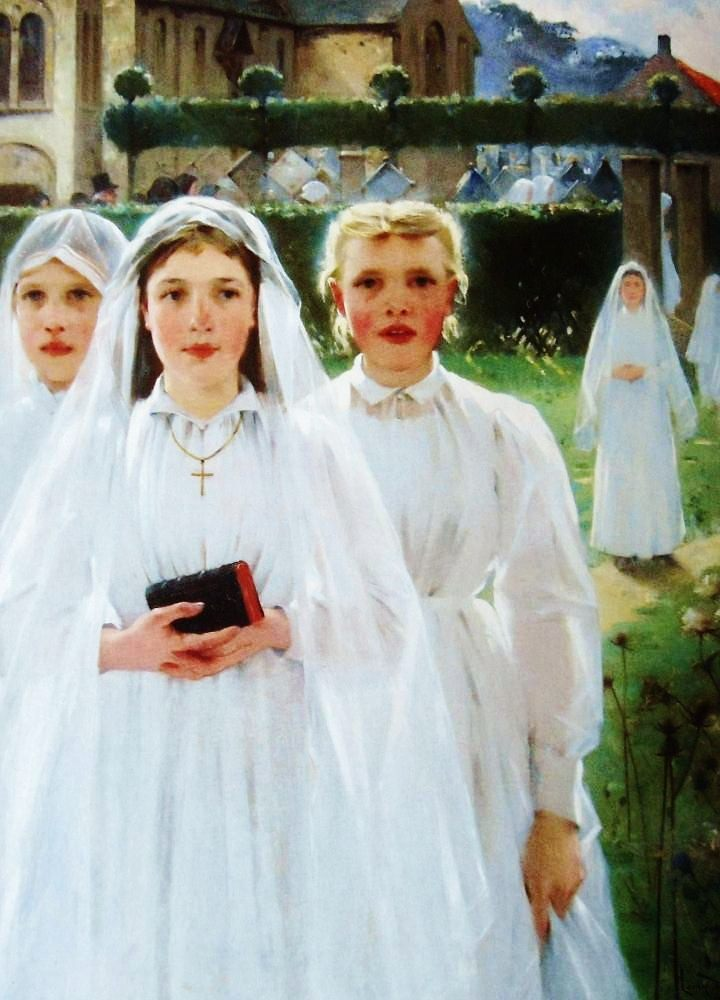
Després de la Processó (1892)
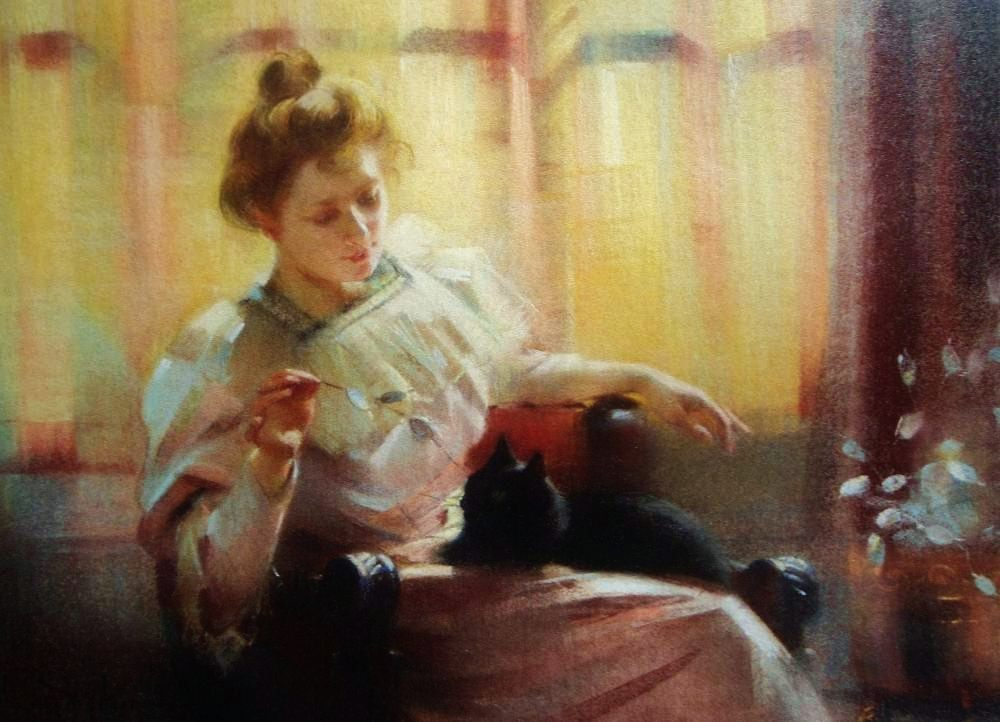
El Gat Negre (1902)
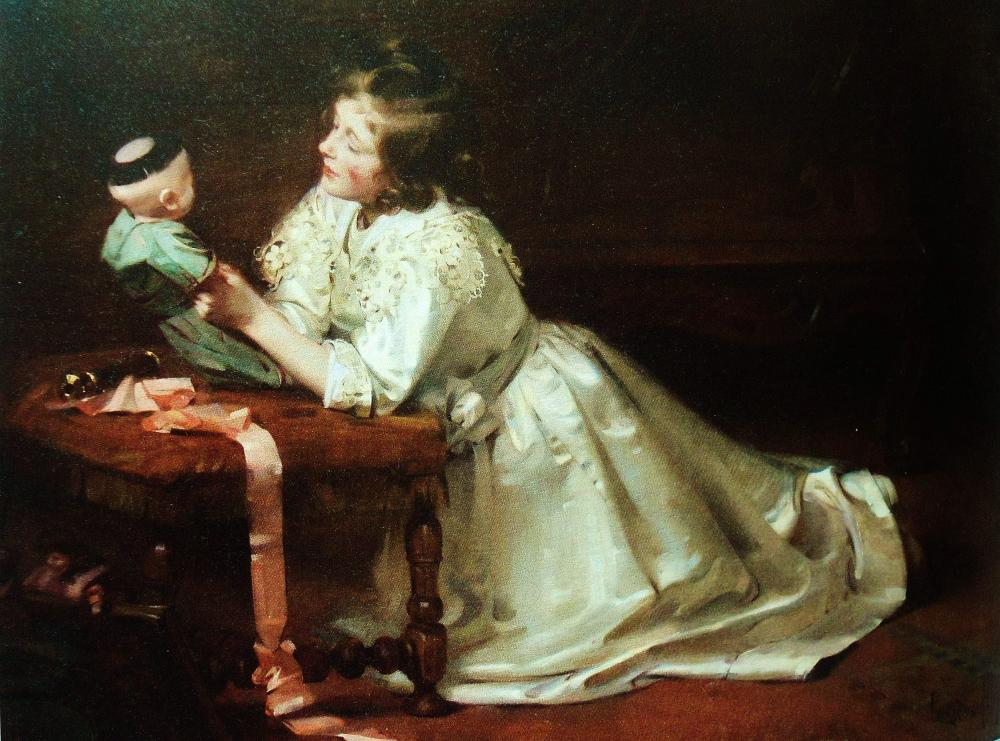
La Nina japonesa (1904)
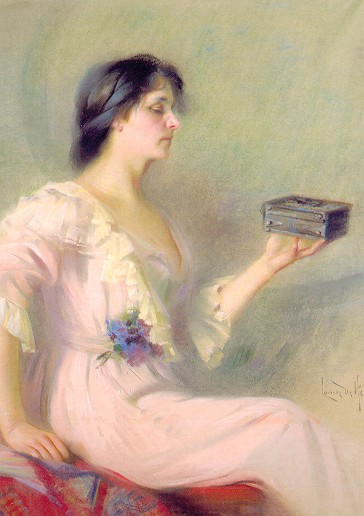
La caixa de Pandora (1910)